# Osmoreglare
Osmoreglarea este reglarea activă a presiunii osmotice a fluidelor corpului unui organism, detectată de osmoreceptori⁠(d), pentru a menține homeostazia conținutului de apă al organismului; adică menține echilibrul fluidelor și concentrația de electroliți (săruri în soluție care în acest caz este reprezentată de lichidul corporal) pentru a împiedica lichidele corpului să devină prea diluate sau concentrate. Presiunea osmotică este o măsură a tendinței apei de a se muta într-o soluție din alta prin osmoză.
Cu cât presiunea osmotică a unei soluții este mai mare, cu atât mai multă apă tinde să se deplaseze în ea. Presiunea trebuie exercitată pe partea hipertonică a unei membrane permeabile selectiv pentru a preveni difuzia apei prin osmoză din partea care conține apă pură.
Deși pot exista variații orare și zilnice ale echilibrului osmotic, un animal este în general într-o stare osmotică de echilibru pe termen lung. Organismele din mediile acvatice și terestre trebuie să mențină concentrația corectă de substanțe dizolvate și cantitatea de apă în fluidele lor corporale; aceasta implică excreția (scăparea deșeurilor metabolice⁠(d) de azot și a altor substanțe, cum ar fi hormonii care ar fi toxici dacă ar fi lăsați să se acumuleze în sânge) prin organe precum pielea și rinichii.